# Moanin' in the Moonlight
| 전문가 평가 | 전문가 평가 |
| 평가 점수   | 평가 점수 |
| 출처        | 점수 |
| ----------- | --- |
| Allmusic    | (Original release) (Howlin' Wolf/Moanin' In The Moonlight) [(영어) https://www.allmusic.com/album/r88723 Link] |

《Moanin' in the Moonlight》은 미국의 시카고 블루스 가수인 하울링 울프의 데뷔 음반이다. 이 음반은 체스 레코드에 의해 이전에 발매된 싱글들을 편집한 것이었다. 1959년 체스 레코드에서 모노 형식 LP 음반으로 발매되었다. 이 음반은 1969년 재생순서가 변경되면서 《Evil》이라는 제목의 재생순서가 바뀌는 등 여러 차례 재발매됐다.

## 녹음 및 제작
《Moanin' in the Moonlight》에 대한 두 곡의 초기 곡은 〈Moanin' at Midnight〉과 〈How Many More Years〉이다. 이 두 곡과 〈All Night Boogie〉는 1951년 7월 테네시주 멤피스에 있는 샘 필립스의 멤피스 레코딩 서비스의 첫 번째 곡인 〈All Night Boogie〉와 1953년 멤피스에서 마지막 곡인 〈All Night Boogie〉로 녹음되었다. 이 곡들은 1951년 8월 15일에 발매된 첫 두 곡인 두 곡의 싱글(체스 1479와 체스 1557)에 발매된 체스 형제 레너드와 필에게 팔렸다. 이 음반에 수록된 나머지 곡들은 일리노이주 시카고에서 녹음되었고 체스 형제나 윌리 딕슨에 의해 프로듀싱을 하였다.

## 평가
1987년 《Moanin' in the Moonlight》은 "빈티지/재발행 음반(미국)"의 범주로 블루스 뮤직 어워드를 받았다. 《롤링 스톤》은 이 음반을 역사상 가장 위대한 음반 500장 중 153위로 선정해, 2012년 개정 음반의 등급을 유지했다. 로버트 파머는 일렉트릭 기타에 윌리 존슨이 연주한 왜곡된 파워코드를 특징으로 한 최초의 음반으로 How Many More Years(1951년 5월 녹음, 당시에는 발매되지 않았지만 나중에 Bear Family가 CD BCD15460에 발표한 것)를 꼽았다.

## 곡 목록
모든 곡들은 특별한 언급이 없는 한 하울링 울프에 의해 작사/작곡하였다.
| #  | 제목                     | 재생 시간 |
| -- | ------------------------ | --------- |
| 1. | 〈Moanin' at Midnight〉  | 2:58      |
| 2. | 〈How Many More Years〉  | 2:42      |
| 3. | 〈Smokestack Lightnin'〉 | 3:07      |
| 4. | 〈Baby How Long〉        | 2:56      |
| 5. | 〈No Place to Go〉       | 2:59      |
| 6. | 〈All Night Boogie〉     | 2:12      |

| #  | 제목                                         | 작사·작곡         | 재생 시간 |
| -- | -------------------------------------------- | ----------------- | --------- |
| 1. | 〈Evil〉                                     | 윌리 딕슨         | 2:55      |
| 2. | 〈I'm Leavin' You〉                          |                   | 3:01      |
| 3. | 〈Moanin' for My Baby〉                      |                   | 2:47      |
| 4. | 〈I Asked for Water (She Gave Me Gasoline)〉 |                   | 2:53      |
| 5. | 〈Forty-Four〉                               | 루즈벨트 사이크스 | 2:51      |
| 6. | 〈Somebody in My Home〉                      |                   | 2:27      |